# Pseudopandarus pelagicus
Pseudopandarus pelagicus is een eenoogkreeftjessoort uit de familie van de Pandaridae. De wetenschappelijke naam van de soort is voor het eerst geldig gepubliceerd in 1977 door Rangnekar.